# Krzysztof Sapieha (1590–1637)
Krzysztof Sapieha (syn Mikołaja) (ur. 1590, zm. 27 listopada 1637 w Padwie) – podczaszy wielki litewski od 1633, krajczy wielki litewski od 1631, stolnik wielki litewski od 1630, podstoli wielki litewski od 1623.
Był synem Mikołaja Pawłowicza i bratem Mikołaja.
W młodości odbył podróż edukacyjną wraz z bratem Mikołajem po zachodniej Europie, studiując m.in. w Wiedniu, Trewirze i Moguncji w 1608, Paryżu w 1609–1610, Madrycie w 1611. Przebywali także w Rzymie (1612) i na Malcie w 1613. W październiku 1613 wrócili do Kodnia. W 1616, tym razem sam, wyjechał do Niderlandów.
Po powrocie do kraju wziął udział z bratem Aleksandrem Kazimierzem w wyprawie królewicza Władysława na Moskwę w latach 1617–1618. W 1621 brał udział w kampanii chocimskiej.
Za zasługi otrzymał od króla urząd podstolego litewskiego. W 1623 posłował na sejm. W 1625 towarzyszył królewiczowi Władysławowi w wyprawie zagranicznej m.in. do Florencji. Poseł na sejm nadzwyczajny 1629 roku z powiatu wileńskiego. W 1630 został stolnikiem litewskim, a w 1631 – krajczym litewskim. Był członkiem konfederacji generalnej zawiązanej 16 lipca 1632 roku. Poseł na sejm konwokacyjny 1632 roku z powiatu brzeskolitewskiego. 
Był elektorem Władysława IV Wazy z województwa brzeskolitewskiego w 1632 roku. W 1633 został mianowany podczaszym litewskim. Poseł na sejm ekstraordynaryjny 1634 roku.
Ze względu na zły stan zdrowia wyjechał w 1637 do Włoch, gdzie zmarł w Padwie 27 listopada 1637.